# Christmas...Again?!
Christmas...Again?! (prt: Presa ao Natal; bra: De Novo Natal?) é um filme natalício de comédia familiar dirigido por Andy Fickman e escrito por Doan La. Produzido pela Oops Doughnuts Productions e a Hop Skip Jump Productions, é protagonizado por Scarlett Estevez, Alexis Carra, Beth Lacke, Ashlyn Jade Lopez, Priscilla Lopez, Tony Amendola, Gabriel Ruiz, Sean Parris, Daniel Sunjata e Gary Anthony Williams. Estreou a 3 de dezembro de 2021 no Disney Channel. Em Portugal, estreou a 18 de dezembro de 2021. No Brasil, estreou a 17 de dezembro de 2021.

## Sinopse
Rowena, filha de pais divorciados, passa um Natal dececionante e pede um desejo ao Pai Natal do bairro para um "recomeço" e de repente revive o Dia de Natal vezes sem conta. Rowena tem de aprender a amar a sua família mista e moderna tal como ela é, para quebrar o estranho loop em que se encontra. Enquanto isso, ela aprende que o verdadeiro significado do Natal está em ajudar os outros e não a si mesma.

## Elenco
- Scarlett Estevez como Rowena
- Alexis Carra como Carolina, a mãe solteira de Rowena
- Beth Lacke como Diane, a madrasta de Rowena
- Ashlyn Jade Lopez como Gabby, a irmã mais velha de Rowena
- Priscilla Lopez como Sofia, a avó materna de Rowena
- Tony Amendola como Hector, o avô materno de Rowena
- Gabriel Ruiz como Gerry, Rowena's maternal uncle
- Sean Parris como Bruce, Rowena's maternal uncle
- Daniel Sunjata como Mike, o pai solteiro de Rowena
- Gary Anthony Williams como Pai Natal
- James McCracken como Louie, o meio-irmão mais novo de Rowena

### Dobragem portuguesa
O elenco de dobragem é constituído por:
- Marta Mota dá voz a Rowena
- Ana Cloe dá voz a Carolina
- Paula Fonseca dá voz a Diane
- Maria Camões dá voz a Gabby
- Solange Santos dá voz a Sofia
- Luís Mascarenhas dá voz a Hector
- David Gomes dá voz a Gerry
- Ricardo Monteiro dá voz a Bruce
- José Neves dá voz a Mike
- João Araújo dá voz a Pai Natal
- Sofia Cruz dá voz a Louie

Dobrado nos estúdios Iyuno-SDI. Carla Mendes, Carla García, Emanuel Arada, Luís Nascimento, Bárbara Lourenço, Isabel Ribas, Gonçalo Carvalho, Luís Barros, Rui de Sá e Carolina Salles dão voz a personagens adicionais. A tradução foi feita por Sofia Fonseca. Paulo B. está encarregue da adaptação e direção de atores.

## Produção
A 10 de novembro 2020, foi anunciado que o Disney Channel havia começado em Chicago a produção de um dos seus Filmes Originais Disney Channel, Christmas...Again?!. Scarlett Estevez foi escolhida para a protagonista, fazendo também parte do elenco Daniel Sunjata, Alexis Carra, Priscilla Lopez, Ashlyn Jade Lopez, Beth Lacke, Tony Amendola e Gary Anthony Williams. Andy Fickman ficou encarregue de dirigir o filme escrito por Doan La. Fickman and Betsy Sullenger foram definidos para a produção executiva do filme.
A 25 de novembro de 2020, foi anunciado que Nathan Wang iria compor os instrumentais do filme.

## Lançamento
Christmas...Again?! estreou a 3 de dezembro de 2021 no Disney Channel e foi adicionado ao Disney+ no mesmo dia.